# دنیاگیری کووید-۱۹ در موناکو
دنیاگیری کووید-۱۹ در موناکو بخشی از دنیاگیری بیماری کروناویروس ۲۰۱۹ در جهان است. اولین مورد تأیید شده در موناکو در ۲۹ فوریه ۲۰۲۰ اعلام شد.